# Talayots de Sa Canova
Les talayots de Sa Canova est un ensemble de deux talayots, localement appelés talayot de Sa Clova des Xot et talayot de Ses Llenques, situés sur le domaine Sa Canova de Morell dans la municipalité d'Artà sur la côte nord de l'île Majorque dans l'archipel des Îles Baléares en Espagne. 

## Protection
Le talayot de Sa Clova des Xot a été déclaré bien d'intérêt culturel en 1966 sous la référence RI-51-0001770.

## Description
Les deux talayots sont distants d'environ 320 m selon un axe nord-ouest/sud-est : le premier est localement appelé talayot de Sa Clova des Xot et le second talayot de Ses Llenques.
Le talayot de Sa Clova des Xot est de forme circulaire. Il mesure 16,20 m de diamètre avec une hauteur résiduelle de 5,50 m, soit l'un des plus grands talayots de l'île comme le soulignait déjà Émile Cartailhac en 1892. Le mur extérieur est composé de six rangées de gros blocs de pierre dont certains atteignent 3,90 m de long et 1,18 m d'épaisseur. On accède à l'intérieur de l'édifice par une porte au nord-est qui a perdu son linteau de couverture. La pièce intérieure comporte au centre une énorme colonne polylithique de 4,20 m de hauteur constituée de cinq blocs de pierre superposés.
Le talayot de Ses Llenques est de forme quadrangulaire. Il est un peu moins monumental que son voisin et moins bien conservé. Il mesure 10,5 m de longueur sur 4 m de hauteur. Les blocs de pierre utilisés pour sa construction sont plus petits et empilés de manière plus irrégulière que ceux de Sa Clova des Xot. La porte d'accès est située côté sud-est mais l'intérieur du talayot est obstrué par des gravats. La végétation recouvre pratiquement toute la surface des vestiges du talayot ce qui ne permet pas d'en apprécier l'architecture.